# Andre Harrell
Pour les articles homonymes, voir Harrell.
Andre O'Neal Harrell, né le 26 septembre 1960 à Harlem (New York) et mort le 8 mai 2020 à West Hollywood (Californie), est un rappeur et entrepreneur américain. 
Fondateur du défunt label Uptown Records,, Harrell sert également comme président/PDG du label Motown Records, et de vice-président du label Revolt pour le compte de Puff Daddy. Il fut aussi la première moitié du duo hip-hop Dr. Jeckyll and M. Hyde.

## Biographie

### Débuts et années 1990
Andre Harrell est né à Harlem et a grandi dans le Bronx dans la ville de New York ; il est le fils d'un père vendeur dans un supermarché, et d'une mère aide-soignante. À 16 ans, et pendant une période durant laquelle ses parents sont en procédure de divorce, Harrell forme avec Alonzo Brown, son amie de lycée, un duo de hip-hop à succès appelé Dr. Jekyll et M. Hyde. Le groupe atteint le succès avec trois chansons majeures Genius Rap, Fast Life et AM/PM. Malgré ce premier succès dans le secteur de la musique, Harrell avait d'autres intentions de carrière, et il poursuivit ses études en allant au Lehman College dans le Bronx. Là, il s'est spécialisé en communication et en gestion d'entreprise car il voulait devenir présentateur. Après trois ans, il abandonna ses études et partit travailler pour une station de radio locale.
En 1983, Andre Harrell rencontre Russell Simmons, le fondateur de Rush Communications. Il vient travailler pour Rush et dans les deux ans qui suivent, devient vice-président et directeur général. Après quelques années de travail chez Rush, Harrell quitte la direction de Rush et fonde le label Uptown Records, où il est responsable de la découverte et de l'embauche de Sean « Puff Daddy » Combs. En 1988, Mary J. Blige enregistre une reprise impromptue d'Anita Baker Caught Up In the Rapture dans une cabine d'enregistrement dans un centre commercial local. Le petit ami de sa mère à l'époque joue plus tard la cassette pour Jeff Redd, un artiste qui enregistre des disques, et dirigeant d'A&R pour Uptown Records. Redd l'a ensuite envoyée vers Andre Harrell. Harrell rencontre Blige et en 1989, et elle signa pour le label, devenant ainsi la plus jeune et la première artiste féminine de l'entreprise.
En 1988, une offre lui est proposée au label MCA Music Entertainment Group, et après plusieurs versions réussies en 1992, MCA offre à Harrell un accord multimédia, qui implique des productions cinématographiques et télévisuelles. Uptown Records est par la suite renommé Uptown Entertainment, et ses enregistrements sont présentés dans des productions pour Universal Pictures et Universal Television. En 1995, Harrell est nommé PDG de Motown Records. Après avoir travaillé avec Brad Digital sur le branding de son projet Pet, Harrell présenté l'émission Champagne and Bubbles le dimanche soir à partir de 18 h à 21 h sur la radio Emmis Urban AC WRKS (98,7 - Kiss FM)/New York. Harrell devient PDG de Harrell Records qui est distribué par l’intermédiaire d'Atlantic Records. Il s'associe à la société de production naissante L7 Entertainment, basée à Atlanta, pour la sortie de leurs nouveaux artistes Hamilton Park et Netta Brielle. Harrel fait également la rencontre du groupe féminin The Gyrlz à qui il demande d'enregistrer l'album au léger succès Wishing You Were Here.

### Années 2000 et 2010
En 2006, Andre Harrell participe en tant que juge à l'émission The One: Making a Music Star diffusée sur la chaîne américaine ABC en juillet. En 2010, Harrel organise le Superstar Soul Search, une compétition qui offre au vainqueur une somme de $10 000 et l'opportunité de signer un contrat avec le label Atlanta Records. En 2014, Harrell est embauché comme vice-président du label Revolt, par Puff Diddy. Le 17 octobre 2014, il organise la Revolt Music Conference à l'hôtel Fontainebleau de Miami, en Floride, à laquelle participent Guy Oseary, Russel Simmons et L.A. Reid.

### Mort
Andre Harrell est décédé le 8 mai 2020.